# وليام فرانكلين وايت
وليام فرانكلين وايت (1874-1954) (بالإنجليزية: William Franklin Wight)‏ هو عالم نبات بريطاني.